# Johannes Geffert
Johannes Geffert (Bonn, 23 februari 1951) is een Duits organist en dirigent.

## Levensloop
Geffert was de zoon van organist en kerkmuzikant Geffert en groeide in deze muzikale traditie op. 
Hij studeerde kerkmuziek in Keulen bij Prof. Dr. Michael Schneider en studeerde verder orgel in Engeland bij Nicolas Kynaston
Van 1974 tot 1979 dirigeerde hij het Bachverein in Aken en was koorleider in de Annakirche, waar hij mee aan de basis lag van de Aachener Bachtage. 
Van 1980 tot 1998 was hij muziekdirecteur in de Kreuzkirche in Bonn, kerk met een rijke traditie. Hij was tevens titularis van het orgel in de  Beethovenhalle en doceerde aan de Robert Schumann Hogeschool in Düsseldorf. Daarna werd hij docent orgel en improvisatie aan de Muziekhogeschool in Keulen en verantwoordelijke voor de afdeling Evangelische kerkmuziek.
In 1991 stichtte hij de Johann Christian Bach-Akademie die zich toelegt op Vroegklassieke muziek gespeeld op historische instrumenten.
Hij concerteerde ook als liedbegeleider en met ensembles voor kamermuziek waarbij hij verschillende soorten klavierinstrumenten bespeelde.
Als solist concerteerde Geffert op veel internationale festivals in Europa, de Verenigde Staten, Latijns-Amerika en Japan.
Hij zetelde ook vaak in jurys bij internationale orgelwedstrijden. Hij was jurylid in 2003, 2006 en 2009 voor de internationale orgelwedstrijd in Brugge, in het kader van het Festival Musica Antiqua.

## Discografie
Geffet heeft heel wat opnamen gemaakt op langspeelplaten en op CD.

## Publicaties
Geffert heeft uitgaven van partituren verzorgd.
- Variationen van Johanna Senfter (Schott Music)
- Orgelmusik aus England und Amerika (Dr. J. Butz Musikverlag)
- Felix Mendelssohn Bartholdy, Orgeltranskriptionen von William Thomas Best (Dr. J. Butz Musikverlag)
- Willy Poschadel, Sonate B-Dur (Bärenreiter-Verlag)